# Bonżurka

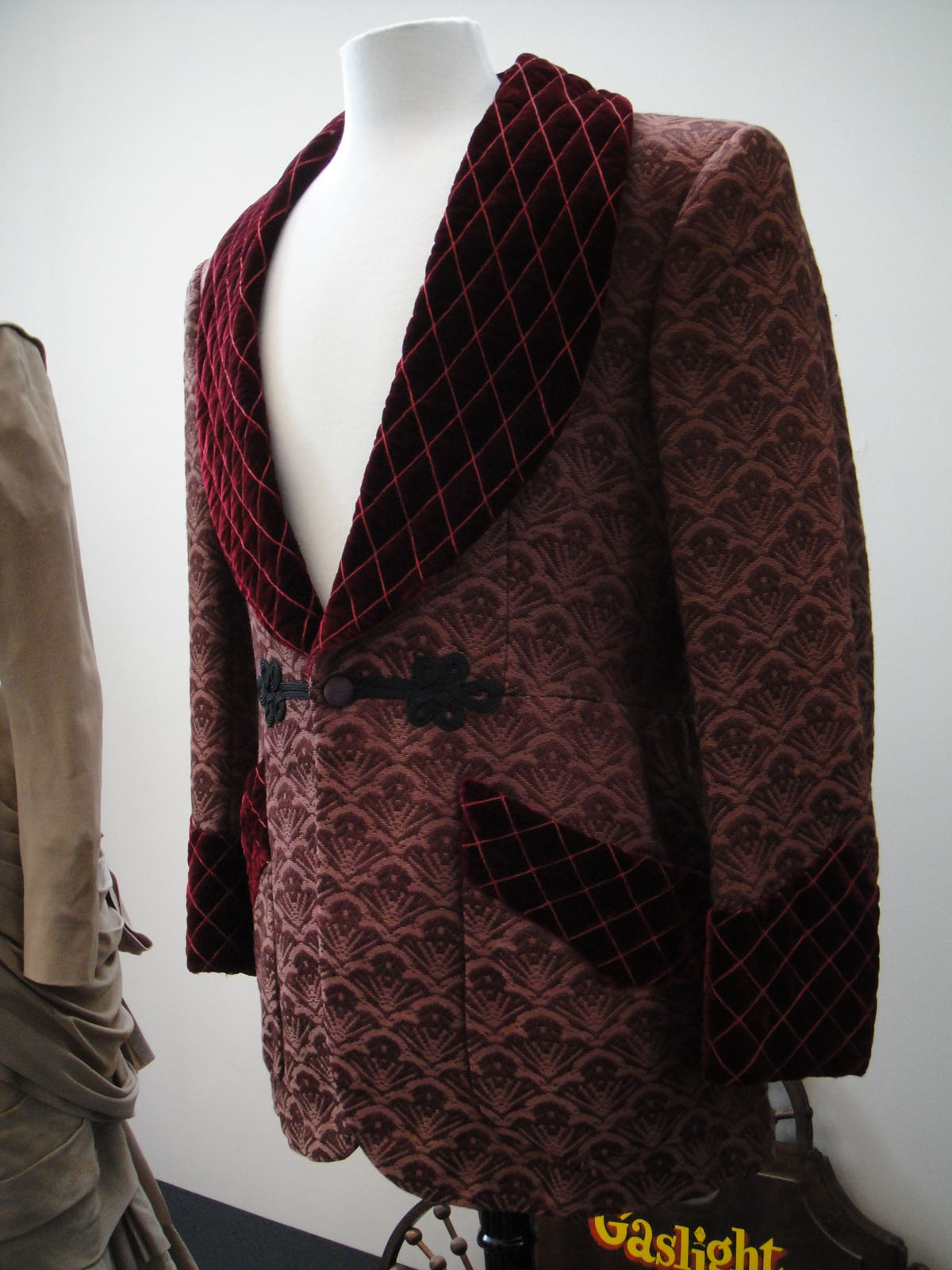
Bonżurka

Bonżurka (fr. bonjour – dzień dobry) – poranny ubiór męski z miękkiej tkaniny wełnianej, krótki, luźny, o kroju zbliżonym do marynarki, z kołnierzem i mankietami.
Używany od drugiej połowy XIX wieku.